# Anna Maria Christmann
Anna Maria Christmann, auch bekannt als Türken-Annemarie (* 7. Februar 1697 in Dürnau; † 2. März 1761 in Stuttgart), war eine württembergische Soldatin, die im 18. Jahrhundert als Mann verkleidet und unter dem Namen ihres Vaters (Thomas Christmann) an zwei großen Schlachten des Venezianisch-Österreichischen Türkenkrieges teilnahm.

## Herkunft und Jugend
Die außergewöhnliche Lebensgeschichte von Anna Maria Christmann wurde 1833 von Johann Evangelist Fürst in der von ihm selbst herausgegebenen Allgemeinen deutschen Bürger- und Bauernzeitung veröffentlicht. Der Text des Artikels entsprach dabei fast wörtlich einem Nachtrag zum Taufeintrag von Anna Marias Vater Thomas Christmann im Taufregister von Gingen an der Fils; diese „Nota“ war erst ca. 80 Jahre später von einem Pfarrer namens Adolf Friedrich Schemer hinzugefügt worden.

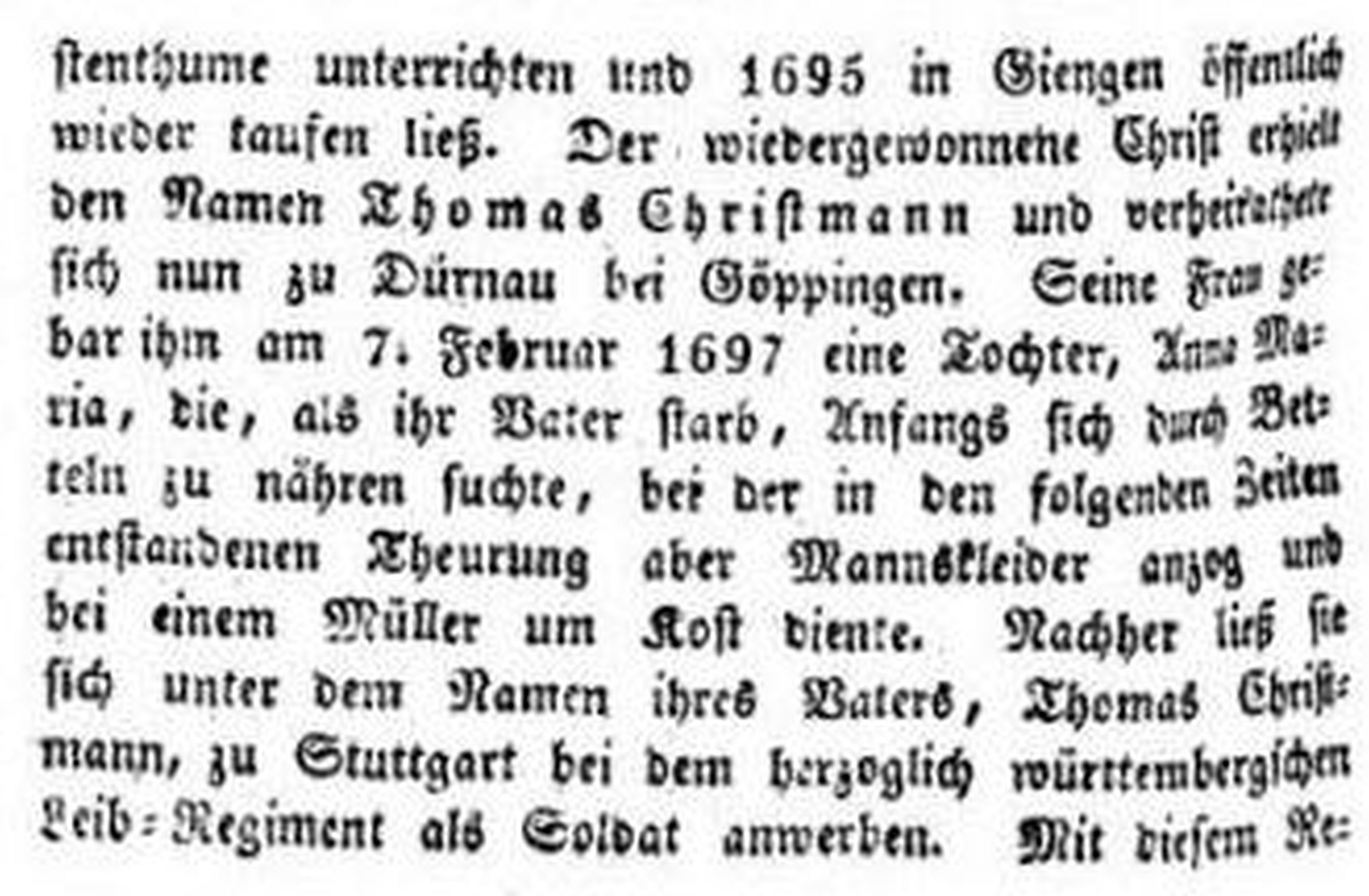
Artikel über Anna Maria Christmann in der Allgemeinen deutschen Bürger- und Bauernzeitung, 1833 (Ausschnitt)

Anna Maria Christmanns Vater stammte laut der Quelle aus der Region Temeschwar im heutigen Banat. Er wird als ein (ursprünglich christlich-orthodoxer) Raitze beschrieben, der in osmanische Gefangenschaft geraten war. Zwanzig Jahre lang lebte er „bei den Türken“ und konvertierte in dieser Zeit zum Islam. Nach seiner erneuten Gefangennahme wurde er Diener eines österreichischen Obristenleutnants namens von Crailsheim. Dieser nahm ihn mit nach Gingen an der Fils, wo sich damals ein Militärstandquartier der freien Reichsstadt Ulm befand. Der Offizier ließ seinen Diener wieder im Christentum unterrichten und ihn dann im Jahr 1695 in Gingen öffentlich taufen. Der „wiedergewonnene Christ“ erhielt dabei den Namen Thomas Christmann. Er war demnach keiner der vielen echten Beutetürken jener Zeit, wie es in anderen Veröffentlichungen um Anna Maria Christmann, beispielsweise in dem Buch Akstinats faszinierende Fakten oder 2003 im Artikel Carl Osman und das Türkenmariandl der Wochenzeitung Die Zeit dargestellt wird.
Nach seiner Taufe heiratete Thomas Christmann eine Frau, die als Magd im Schloss Dürnau arbeitete, und ließ sich mit ihr in Dürnau nieder. Nach der Geburt der Tochter Anna Maria verstarben ihre mittellosen Eltern beide früh. Zunächst bettelte die junge Frau, dann fand sie als Mann verkleidet bei einem Müller Arbeit, konnte jedoch auf diese Weise nur mühsam ihren Lebensunterhalt verdienen.

## Soldatin im Türkenkrieg

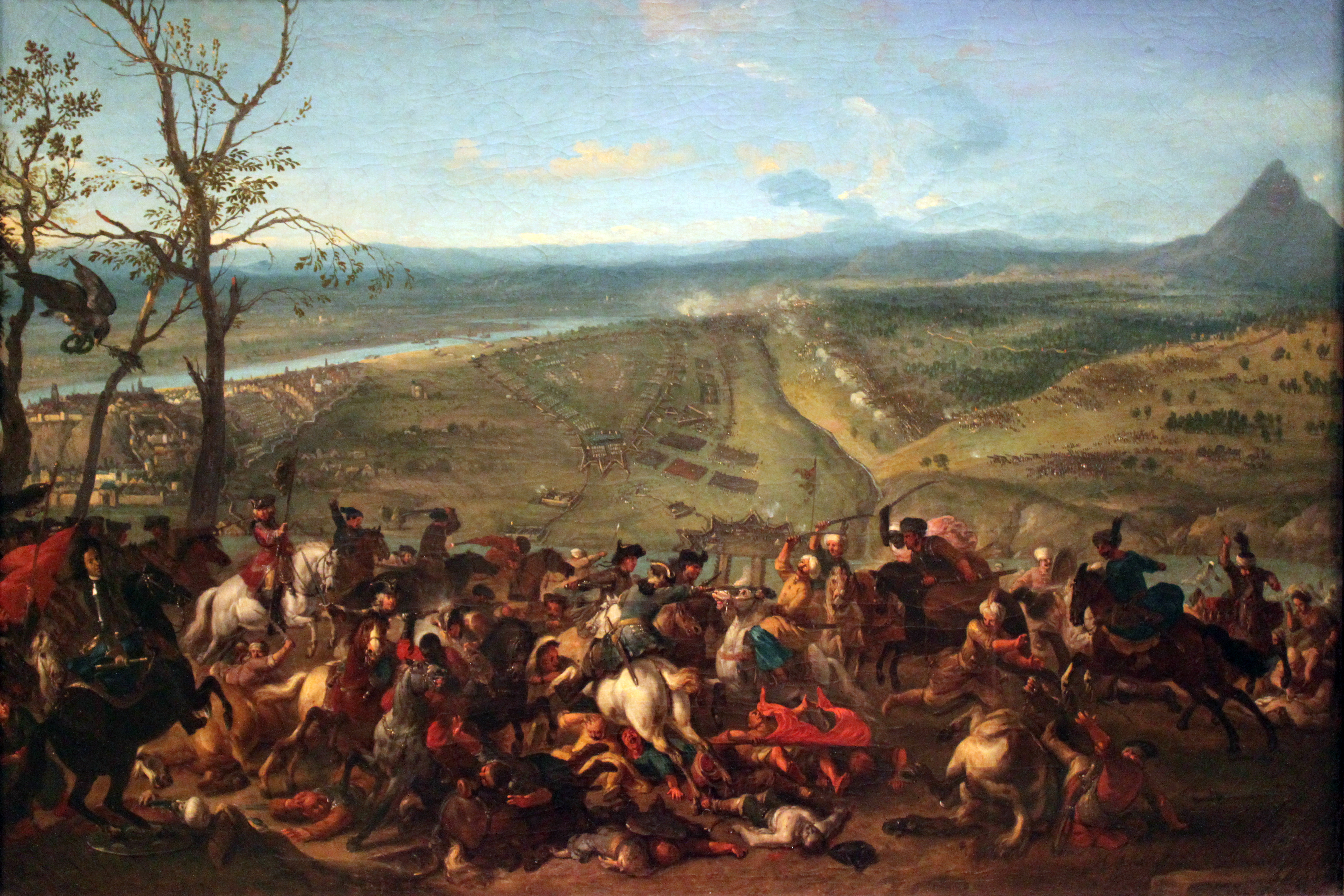
Die Schlacht von Belgrad (1717)
auf einem Ölgemälde des Malers
Jan van Huchtenburgh (1720)

Als im Mai 1715 in Stuttgart Soldaten für das neu gegründete herzogliche Leibregiment „Alt-Württemberg“ des Herzogs Eberhard Ludwig von Württemberg gesucht wurden, ließ sich Anna Maria Christmann als Mann verkleidet unter dem Namen ihres Vaters als Thomas Christmann anwerben. Ihr Regiment wurde zur Verstärkung der Truppen des österreichischen Feldmarschalls Prinz Eugen von Savoyen im Kampf gegen die osmanische Armee nach Ungarn geschickt. Dort nahm Anna Maria Christmann als Musketier im August 1716 zunächst an der Schlacht von Peterwardein und ein Jahr später im Sommer 1717 auch an der entscheidenden Schlacht von Belgrad 1717 teil, wobei sie auch einige Blessuren erlitt. Über die tapfere Kämpferin wurde folgende kleine Geschichte überliefert:

„In diesem Kriege erbeutete sie von einem türkischen Offizier einen kostbaren Säbel, welchen ihr der Hauptmann D. um 100 Gulden abhandelte; als sie aber das Geld forderte, ließ er ihr hundert Stockschläge geben.“

Nach diesem Vorfall desertierte Anna Maria Christmann zusammen mit einem anderen Soldaten. Sie wurde bald darauf gefangen genommen und zum Tod durch den Strang verurteilt. Erst zu diesem Zeitpunkt gab sie sich als Frau zu erkennen und bat um ihr Leben. Nach ihrer Begnadigung wurde sie ehrenvoll aus dem Militär entlassen.

## Leben als Zivilistin
Als Herzog Eberhard Ludwig einige Jahre später von ihrem Einsatz erfuhr, gewährte er Anna Maria Christmann mit einem Patent vom 20. März 1723 das Recht, sich an einem beliebigen Ort in Württemberg niederzulassen. Außerdem erhielt sie eine lebenslängliche Pension in Geld und Naturalien. Von ihrem weiteren Leben und Wohnort ist nur bekannt, dass sie zuletzt als Briefträgerin in Stuttgart lebte. Anna Maria Christmann blieb zeitlebens ledig. Sie erzählte gerne und ausführlich von ihren Abenteuern als Soldatin und wurde deshalb „die Türken-Annemarie“ genannt. In der Geschichte der Stadt Stuttgart ist sie die erste namentlich bekannte Briefträgerin.
Anfang März 1761 starb sie in Stuttgart im Alter von 64 Jahren.

## Gedenken
Das Andenken an sie wird auch durch die Auflistung ihrer Geburts- und Sterbedaten im Gedenktagekalender des Stuttgarter Stadtarchivs aufrechterhalten. Verschiedene Autoren, wie beispielsweise Dorothea Keuler in ihrem 2011 veröffentlichten Buch Provokante Weibsbilder, nahmen Christmanns Lebensgeschichte in ihre Werke auf.